# قصبات
قصبات (به عربی: القصبات) یک شهرداری در الجزایر است که در استان باتنه واقع شده‌است.